# Aloe fibrosa
Aloe fibrosa (укр. Алое волокнисте, алое фіброза, Lavranos & L.E.Newton) — сукулентна рослина роду алое.

## Етимологія
Видова назва дана через наявність волокон в листі, від лат. fibrosus — волокнистий.

## Морфологічні ознаки
Чагарник із стеблами і гілками до 2,5 м завдовжки і 3 см завтовшки. Листя ланцетні, гострі, іноді з відігнутою назад верхівкою, яскраво-зелені (на сонці буріючі), іноді з плямами. Суцвіття просте або з 1-2 гілками, близько 100 см висоти, конічне. Оцвітина оранжево-червона з жовтими краями.

## Місця зростання
Росте в Кенії на піщаних ґрунтах і серед гнейсових скель в деревній савані на висоті 1500—2000 м над рівнем моря.

## Умови утримання
Утримувати на повному сонці або в легкій тіні. Мінімальна температура — + 10 °C.